# Felix von Luckner
Felix Nikolaus Alexander Georg Graf von Luckner (Dresda, 9 giugno 1881 – Malmö, 13 aprile 1966) è stato un militare, navigatore, scrittore e memorialista tedesco.

## Biografia
La famiglia Luckner era una famiglia di nobili bavaresi. Di loro sappiamo che era anche popolata da gente sregolata e inquieta, sempre a caccia di avventure poco ortodosse. Nicolas Luckner, per esempio, scappò di casa a 15 anni, nel 1737, per combattere contro i turchi, poi arruolò a sue spese un esercito di ussari per la Guerra dei sette anni e infine morì ghigliottinato durante la Rivoluzione francese, essendosi stabilito in Francia per servire il Re di quel paese. I Luckner, persi i beni in Baviera, si erano stabiliti in Holstein, divenendo momentaneamente danesi, per via dei possedimenti che erano parte della moglie di uno di loro, ma ben presto questa terra venne annessa alla Germania nel 1850.
Il padre di Felix era una persona particolare, che combatté contro i danesi e in varie guerre come quella del 1864, '66 e '70. La sua vita era quella di un nobile che si potrebbe dire ‘decadente’, vissuta tra le varie guerre da gran signore, ma che agli altri appariva sregolata e irrazionale, tanto che lo chiamavano Luckner il matto. Persi i suoi beni in spese al di sopra delle sue possibilità, si fece ospitare dal cugino di Dresda. Anche lui era a dire il minimo, strano. Percorreva le strade di questa bellissima città sassone con una carrozza tirata da sei splendidi cavalli bianchi, e non disdegnava di salirci anche le scalinate esterne dei palazzi. Quando il re lo diffidò da usare quel tiro di cavalli, obbedì sostituendo uno di loro con un mulo.
Felix von Luckner non era certo esente dalle stranezze e dallo spirito di ribellione della casata: a 15 anni decise che la scuola, che frequentava con malavoglia, era una perdita di tempo e scappò di casa, si imbarcò come mozzo su di una nave in partenza da Amburgo e girò il mondo come forse solo in quegli anni si poteva fare, lavorando duramente a bordo di questo fino a quando decise di averne abbastanza e scappò pure da questo, per imbarcarsi in Africa su di un altro veliero e alla fine venne promosso marinaio, infine ebbe la qualifica di marinaio scelto. A terra non era estraneo dal vivere di una vasta gamma di espedienti. Fece il lavapiatti, come anche il lottatore e il membro dell'Esercito della Salvezza. Girò tutti I mari del mondo, tra quelli del Nord e l'Australia. Si interessò anche di quello che potremmo definire culturismo, vantando di avere bicipiti grandi come la coscia di un uomo normale.
Alla fine di questa esperienza di mare, tornò ad Amburgo nel 1910 con un certo quantitativo di denaro e la volontà di mettere l'esperienza accumulata come base per una carriera da capitano della marina mercantile.

## La carriera militare
Felix studiò alacremente per entrare in possesso del brevetto di capitano, e dopo una serie di lezioni private riuscì a superare l'esame in una sede tra le più isolate e modeste. Sebbene affermasse che le conoscenze teoriche fossero inutili per una persona della sua esperienza, e che tutto quello che poteva diventare dipendeva dalle sue forze, non vi sono molti dubbi che la famiglia lo sostenesse in maniera discreta, almeno dal momento che era tornato in Germania. Infatti superò l'esame, e trovò subito un posto nella linea Amburgo-Sud America per il tirocinio richiesto, poi venne accettato come volontario annuale per la Marina Militare tedesca, ed ebbe anzianità convenzionale aumentata di 3 anni "motu proprio" da parte del Kaiser: cose che sono alquanto difficili da spiegare con le sole proprie forze.
Promosso Ufficiale Effettivo nella Kaiserliche Marine, Felix tornò finalmente in famiglia, e godette di un periodo in cui essere considerato a tutti gli effetti conte von Luckner. 
Ma durò poco. Infatti, venne presto destinato alla SMS  Panther (1901), una piccola cannoniera coloniale tedesca già protagonista di vari episodi controversi compresa la crisi di Agadir. Tutto questo era accaduto in appena 4 anni, quando poi scoppiò la guerra, e Felix fu fortunato, perché la sua nave era appena tornata in Germania per i lavori di manutenzione. Non potendo essere rinviata in Africa, la piccola nave a 2 fumaioli fece la sua comparsa in pattugliamenti nel Baltico.
Con un'operazione di appendicite non necessaria, riuscì a farsi sbarcare per riprendere poi il mare con la nave da battaglia SMS  Kronprinz, con cui partecipò alla Battaglia dello Jutland.

## Comando della Seeadler
Insofferente alla disciplina com'era, si fece finalmente assegnare il comando di una nave tutta sua, che con la sua esperienza di vela non poteva essere più adatta: il Pass of Balamha, che ribattezzò Seeadler. Questa nave corsara prestò servizio nell'Atlantico e nel Pacifico, tra il 1916 e il 1917. Dopo il naufragio della Seeadler, Luckner venne infine fatto prigioniero a Wayaka (Grandi Figi).

## Fuga dalla prigionia
Interrogato da un ufficiale giapponese che era un ammiratore dei tedeschi e ascoltava con delizia le avventure della Seeadler, ma voleva anche informazioni sui marinai di Mopelia, Luckner venne poi mandato in Nuova Zelanda in un campo di prigionia di Mutuili, dove altri tedeschi, provenienti dalla Polinesia, erano già presenti dal 1914. 
Dal momento che i prigionieri erano notevolmente liberi, e che sull'isola era attraccato la Pearle, il motoscafo del comandante del campo prigionieri, Luckner non ci mise molto a convincerlo che poteva fidarsi di lui, dal momento che il pilota impiegato già era tedesco, e che vi erano disponibili all'azione 7 cadetti di una nave civile, tutti loro organizzarono l'evasione. 
Radunarono provviste e benzina per un lungo periodo di tempo, costruirono bombe a mano, pugnali veri come anche armi finte, e il 23 dicembre 1917 scapparono, fingendo una normale navigazione di collegamento. Il giorno dopo scattò l'allarme, ma ci si rese conto che la radio era stata sabotata. La mattina dopo partì una flottiglia di imbarcazioni alla caccia dei fuggiaschi, ma grazie ad un sestante artigianale, la Pearle riuscì in 3 giorni a raggiungere l'isola di Red Mercury, nascondersi agli inseguitori, e a quel punto, riprendere la missione di corsaro.
Luckner abbordò un paio di schooner, uno venne lasciato andare mentre la Moa venne presa. Ma sebbene i corsari avessero trovato un deposito di viveri d'emergenza sull'isola Curtis, l'errore di lasciare libero l'altro vascello si rivelò pienamente quando un battello militare neozelandese, dopo essere stato informato da questo, riuscì a intercettare la Moa e gli fece terminare la sua avventurosa fuga. Luckner venne mandato in un forte militare, poi di nuovo a Moutili, che però aveva nel frattempo cambiato comandante, e non riuscì a portare a termine altre fughe.
L'armistizio venne firmato l'11 novembre 1918, e lui venne rimpatriato, nonostante tutto, prima dei compagni, il 29 luglio 1919. Avrebbe poi preso servizio nella piccola marina militare tedesca nel dopoguerra. Aveva causato, con la sua vecchia nave catturata, danni decine di volte superiori al costo del riarmo di tale bastimento, eppure non vi furono vittime.

## Opere
- Il pirata della guerra mondiale, Doubleday & Company, Dresda 1928, edizione italiana per Adriano Salani Editore, Firenze 1929.